# Lars Wahlbeck
Lars Wahlbeck, född 1 juli 1922 i Vasa, död 6 november 1991 i Esbo, var en finlandssvensk företagsekonom.
Wahlbeck blev ekonomie doktor 1955. Han anställdes 1947 som forskare vid Ekonomiska utredningsbyrån och var 1951–1959 dess chef. Han var 1960–1984 professor i företagsekonomi vid Svenska handelshögskolan i Helsingfors, 1966–1975 prorektor och 1975–1984 rektor för högskolan.
Wahlbeck arbetade för att utveckla Svenska handelshögskolan till en modern och internationellt konkurrenskraftig handelshögskola med de företagsekonomiska ämnena i centrum. Han tog initiativet till att ekonomutbildningen inleddes i Vasa 1980 och var därtill verksam bland annat inom ledningen för Företagsledningsinstitutet LIFIM, där han var styrelseordförande 1974–1983. 